# Ameca splendens
Ameca splendens, un pez óseo de monotípico género Ameca de la familia Goodeidae, se conoce comúnmente como pez mariposa o goodeidos. Que se encontraba anteriormente en toda la cuenca del río Ameca en México, la localidad tipo es Río Teuchitlán en las inmediaciones del Teuchitlán, Jalisco. La especie sólo se ha encontrado en un área de aproximadamente 10 millas (15 km) de diámetro.
Hoy en día, la especie es considerado como extinto en la naturaleza por la UICN, aunque hay que señalar que esta evaluación es obsoleta: una población remanente se ha encontrado para persistir en El Rincón parque acuático cerca  el pueblo de Ameca. Posiblemente, también existe en estado salvaje del Estado en la EE. UU., individuos aparentemente derivados de acciones escapado o introducidos en cautiverio se reunió en el sureste de Nevada. Actualmente, la especie está catalogada como extinta en estado silvestre por la UICN, aunque hay que señalar que esta evaluación es: una población remanente se ha encontrado para persistir en el parque acuático El Rincón cerca del pueblo de Ameca. Desde hace algún tiempo, era un pez muy popular entre los aficionados, pero por desgracia las poblaciones de aficionados se han reducido mucho más recientemente, poniendo en peligro su supervivencia.

## Antigua distribución geográfica
- México

## Descripción

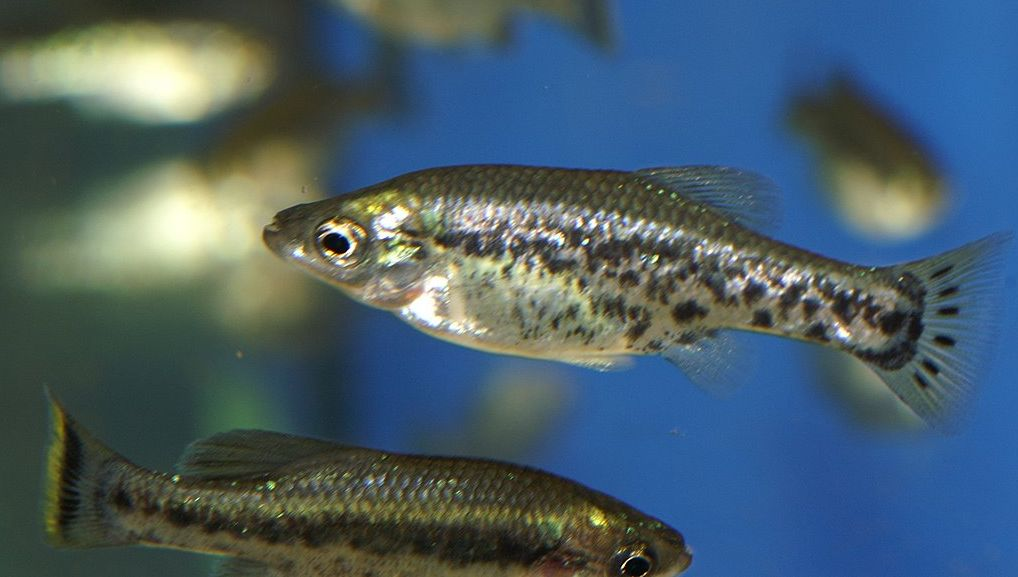
Hembra cortejada por el macho.

Como su nombre lo común implica que es en realidad un pez muy atractivo. Un ejemplar macho dominante tiene una aleta dorsal más grande que la aleta caudal, y de color negro. Una banda amarilla se extiende a lo largo del margen posterior del caudal. El cuerpo de ambos sexos es ocre, con los lados plateados y un color marrón, los machos suelen tener numerosas escamas brillantes y metálicas. Las hembras y los inmaduros tienen puntos negro en los laterales y aletas de color ocre. Las aletas de los machos se intensifican en color cuando están excitados, y dependiendo de su estado de ánimo, que puede mostrar más o menos fuerte, una banda de negro a lo largo de los lados. Para las primeras dos semanas o así después del nacimiento, las crías son totalmente plateadas.
Los machos también se les puede diferenciar, aparte de las hembras, porque la parte frontal de la aleta anal se separó y se transforma en una solución flexible contundente, andropodio utilizados para el apareamiento. Como es habitual, los machos son más pequeños, llegando a unos 8.7cm de longitud total, las hembras son capaces de crecer hasta 10 cm  en buenas condiciones.

## Ecología
En su hábitat natural anterior, la roca de caliza, resultando en agua  dura y alcalinas de agua con una dureza general de 10.6 dGH, mientras que los temporales (carbonato) dureza es por lo general entre 7 y 11 grados. El pH es de alrededor de 8, y la temperatura varía poco entre las estaciones del año, pero varía entre aproximadamente 70 a 85 °F (20-30 °C) entre el día y la noche. La vegetación se limita principalmente a las algas  y Ceratophyllum hornworts. El coexiste con remanentes silvestres de la población con los otros peces nativos como el Goodeido de aleta negra  (Goodea atripinnis) y el Ovovivíparo de lerma (Poeciliopsis infans ),, así como con el Molly negro (Poecilia sphenops), los Oreochromis,tilapias y el (Lepomis macrochirus), son especies introducidas.

Entre los grupos deA. splendens, una suelta de jerarquía de dominación se desarrollará, en particular en ambientes confinados. Los machos se persiguen unos a otros sobre el macho dominante(s), mostrando la coloración de mayor esplendor. Los machos sumisos a tratar con ataques, por lo general hacia la superficie, y puede sacudir la cabeza como un señal de calma.
Al igual que otros Goodeidae,  se reproducen plenamente desarrollados gracias a la fecundación interna. Las hembras alcanzan la madurez sexual alrededor de los 6 meses de edad y pueden dar a luz cada 6 a 10 semanas según la temperatura del agua y la condición de los peces. El apareamiento es precedido por un cortejo, donde los machos se presentan a las hembras con la cabeza apuntando hacia abajo - hasta 45 ° desde la horizontal - y agita la parte delantera de su cuerpo. En este sentido, se asemejan al goodeido diamantado ( Xenotoca variata ); no tienen un ritual "danza de cortejo", como algunos vivíparos de aletas divididas, pero el macho a veces se rotan para presentar ya sea flanco de la hembra. Las hembras responden moviendo la cabeza.
Los alevines al nacer puede ser de hasta (20 mm) de longitud, como las hembras se alimentan de los jóvenes nacidos a través de trophotaenia, que tienen una función similar a la cordón umbilical de los humanos.

## Como unamascota
El goodeido mariposa tiene una reputación tanto exagerada a ser una pinza de la aleta, pero al ser un pez grande y robusto, seguro que intimidar a las especies pequeñas y delicadas como guppys o pequeños tetras. Cuando se encuentra con especies menos tiernas que requieren condiciones similares, es un pez grande para cualquier tipo de tanque, e incluso las especies más resistentes de Apistogramma y similares al cíclido enano pueden ser buenos compañeros, con el agua la mayoría de los parámetros de compromiso entre los goodeidos y los cíclidos requieren en un punto similar al agua del grifo.
A. splendenscrece mejor en agua limpia, bien oxigenada, a temperaturas de 70 °F (20-25 °C) y neutra, pH ligeramente superior, con la dureza del agua grados entre 5 y 10 dGH, compuesto principalmente de calcio dureza. No toleran demasiado bajo pH y el agua demasiado blanda, así, y no son adecuados para los acuarios dedicados con un pH bajo y una dureza casi a cero (por ejemplo, para la mayoría de los tetras o danios). Goodeidos mariposa son buenos nadadores y peces sociales, viven en grupos de 3-5 machos y las hembras 3-7 en tanques de gran tamaño (50 gal/200 L o más) en el que puedan crecer a su tamaño completo. En los tanques más pequeños de 15 galones (60 L) y hasta que se crecen, y habrá menos individuos o ningún otro pez. No arrancar plantas vasculares, y aunque se de vez en cuando tomar un bocado de hojas tiernas, si no se alimentan de comida vegetal suficiente, su efecto global sobre el crecimiento de las plantas es beneficioso, ya que mantener las algas. Los A. splendens se reproducen con bastante facilidad en el acuario, algunas plantas flotantes como Ceratopteris o Ceratophyllum proporcionará protección para los jóvenes. 
La agresividad varía con la densidad de población, en altas densidades de población, la decoración del tanque es muy importante para influir en el comportamiento. Cabe señalar que al menos entre la población cautiva, los goodeidos mariposa se vuelven más agresivos si no es mucha decoración en el tanque. Es posible que este rasgo realidad se ha convertido genéticamente fijo, ya que los peces silvestres no se han añadido a las poblaciones en cautiverio desde hace décadas: los machos agresivos son responsables de aparearse con más frecuencia en los tanques que tienen lugares para esconderse, mientras que en la naturaleza un ejemplar hembra acosada simplemente nada, y en un tanque de escasamente decorada machos menos agresivos no lo encontrará mucho más difícil de su compañero de los hombres que persiguen sin descanso las hembras, incluso si estos esconden. Por lo tanto, unA. splendens con las condiciones óptimas no gastar mucho dinero en la decoración del tanque extensa, sino más bien en un tanque grande, un montón de plantas flotantes y algunas piedras de colores suaves y muy bien son más que suficiente como decoración y, de hecho, se parecen mucho al hábitat natural de esta especie.
el goodeido mariposa es algo más voraz, que felizmente va a comer la mayoría de los tipos de comidas comerciales congeladas, liofilizados, escamas o tabletas alimento para peces. Aprovecha de un buen grado que la presa viva hasta el tamaño de la semana de edad, guppys bebés, pero realmente necesitamos una buena dosis de material de plantas, algas verdes ideal, para prosperar. Ellos son, de hecho, ideal come algas de los tanques con pequeñas y duras de agua con cíclidos. Si no se dispone de suficientes algas, orgánicos vegetales, tales como pedazos de lechuga, trozos  picados, espinaca congelada o un puré verde se recomienda adiciones a la dieta de guisantes. no es necesario "bebes" como alimentos, tales como artemia Nauplia, a pesar de que en los adultos, los alimentos vegetales se incrementará el crecimiento y la vitalidad.
La iluminación debe ser fuerte, para estimular el crecimiento de algas, la luz solar directa es ideal. En verano, se pueden mantener en tanques exteriores, cuencas o pequeños estanques en zonas templadas y cálidas áreas - que pueden tolerar temperaturas durante la noche de aire de 60 °F (15 °C) lo suficientemente bien -, pero deben ser protegidos de los pájaros, los gatos y otros depredadores.